# Pelomedusa subrufa
Espèce
Pelomedusa subrufa aussi appelée Péloméduse rousse, Péloméduse roussâtre ou plus communément Tortue à cou caché d'Afrique est l'une des espèces de tortues de la famille des Pelomedusidae, présentes dans une grande aire africaine.
Le genre Pelomedusa compte 10 espèces depuis la mise à jour des listes taxonomiques en 2017 par l'IUCN (Voir Union internationale pour la conservation de la nature).
La plupart des tortues du genre Pelomedusa qu'on trouve dans le commerce animalier en Europe étaient qualifiées de « subrufa » en magasin. Mais il apparait qu'étant majoritairement importées ou élevées depuis des exemplaires du Togo et ou du Bénin, les Pelomedusa présentes en Europe sont majoritairement des Pelomedusa variabilis.

## Description
La carapace de Pelomedusa subrufa mesure environ 20 cm, le record étant de 32,5 cm. Leurs plastrons n'ont pas de charnière mobile, contrairement à la Pelusios castaneus, peuvent être complètement uniformes, sans reflets, allant de la couleur ocre. Cependant quelques spécimens présentent des colorations très sombres et uniformes. La dossière est de forme ovale avec des couleurs, marron au vert olive.

### Dimorphisme
Le dimorphisme sexuel est exclusivement visible en observant la queue qui est, chez les mâles, longue et large à sa base, avec un cloaque proche de l'extrémité de la queue. Celle des femelles est courte et fine avec un cloaque proche de sa base.

## Alimentation
Elle se nourrit volontiers de tout ce qui peut lui passer sous les yeux mais surtout d'insectes, mollusques, crustacés, vers de vase, petits mammifères, poissons et algues.

## Reproduction
La durée de l’incubation peut varier de 80 à 90 jours.

## Répartition[2]
Cette sous-espèce se rencontre en Angola, Botswana, Congo (DRC), Kenya, Madagascar (aire questionnée - introduction à la préhistoire), Malawi, Mozambique, Namibie, Afrique du sud, Tanzanie (aire questionnée), Zambie, Zimbabwe et île de La Réunion.

## Habitat
Elles occupent principalement des petits bassins et mares stagnantes occasionnellement remplis mais qui ne tardent pas à s'assécher, compte tenu des fortes températures. Dans son biotope pendant les jours d'été à forte chaleur, la température ambiante atteint en moyenne 30 °C. Elle a besoin d'une température constante toute l’année oscillant entre 25 et 30°.

### Alimentation
Pelomedusa subrufa est une espèce omnivore. Ses apports nutritifs sont principalement issus d'aliments protéiniques ; pour ces mêmes raisons il est nécessaire de lui fournir une alimentation très variée et équilibrée. Les jeunes spécimens nécessitent une alimentation quotidienne avec un jour de jeûne par semaine, les adultes peuvent être alimentés tous les trois jours vu leur temps de digestion beaucoup plus lent que les juvéniles et sub-adultes. Son alimentation en captivité peut être composée d'insectes : grillons, vers de terre, vers de vase, vers de farine et autres larves. Poissons d'eau douce (capitains, tilapias, guppys, néons, etc.) oisillons, souriceaux morts ou vivants, en morceaux ou entiers (selon la taille de la tortue). À cela il est conseillé de compléter avec d’autres aliments : petits invertébrés (escargots entiers car la coquille est très riche en calcium), mollusques, crevettes d'eau douce. On peut également varier l'alimentation avec des viandes blanches, des granulés pour tortues aquatiques, mais il ne faut en aucun cas leur donner des viandes rouges pouvant causer des problèmes aux tortues (par exemple la déformation de la carapace), ni aucun poisson contenant des thiaminases (carpes, laveur de vitre, éperlan...) ce qui leur poserait des problèmes pour assimiler le calcium.

### Reproduction
En captivité la maturité sexuelle est plus vite atteinte par les mâles, selon les conditions d'élevage. Pour la ponte il est nécessaire d’aménager une zone de ponte placée à une hauteur d’environ 20 cm et assez large. Dans ces conditions elle y déposera 42 œufs selon les conditions de l'animal, de son âge, etc. en une seule ponte. Pour un taux de naissances optimal il est préférable d’enlever les œufs du nid et de les mettre en incubateur, en utilisant de la vermiculite de 5-8 mm d épaisseur humidifiée. Il est conseillé de maintenir une humidité autour du 70 % et des températures comprises entre 27 et 32 °C. Il est également important de rappeler que les œufs ne doivent jamais être retournés, pour éviter de tuer l'embryon. Les sujets à peine nés, mesurant à peine 30 mm, sont très délicats et demandent plus d'attention et de soins.

## Ménagerie du jardin des plantes
La Ménagerie du jardin des plantes de Paris/France détient plusieurs spécimens de Pelomedusa ssp. (voir notamment la "Galerie") Facilement observable lors de la promenade de la maison des Reptiles. Ils sont maintenus dans un grand bassin ouvert. Le décor est composé essentiellement de roches et racines sur lesquels ils peuvent grimper et se faufiler en dessous.(11/2014)

## Galerie

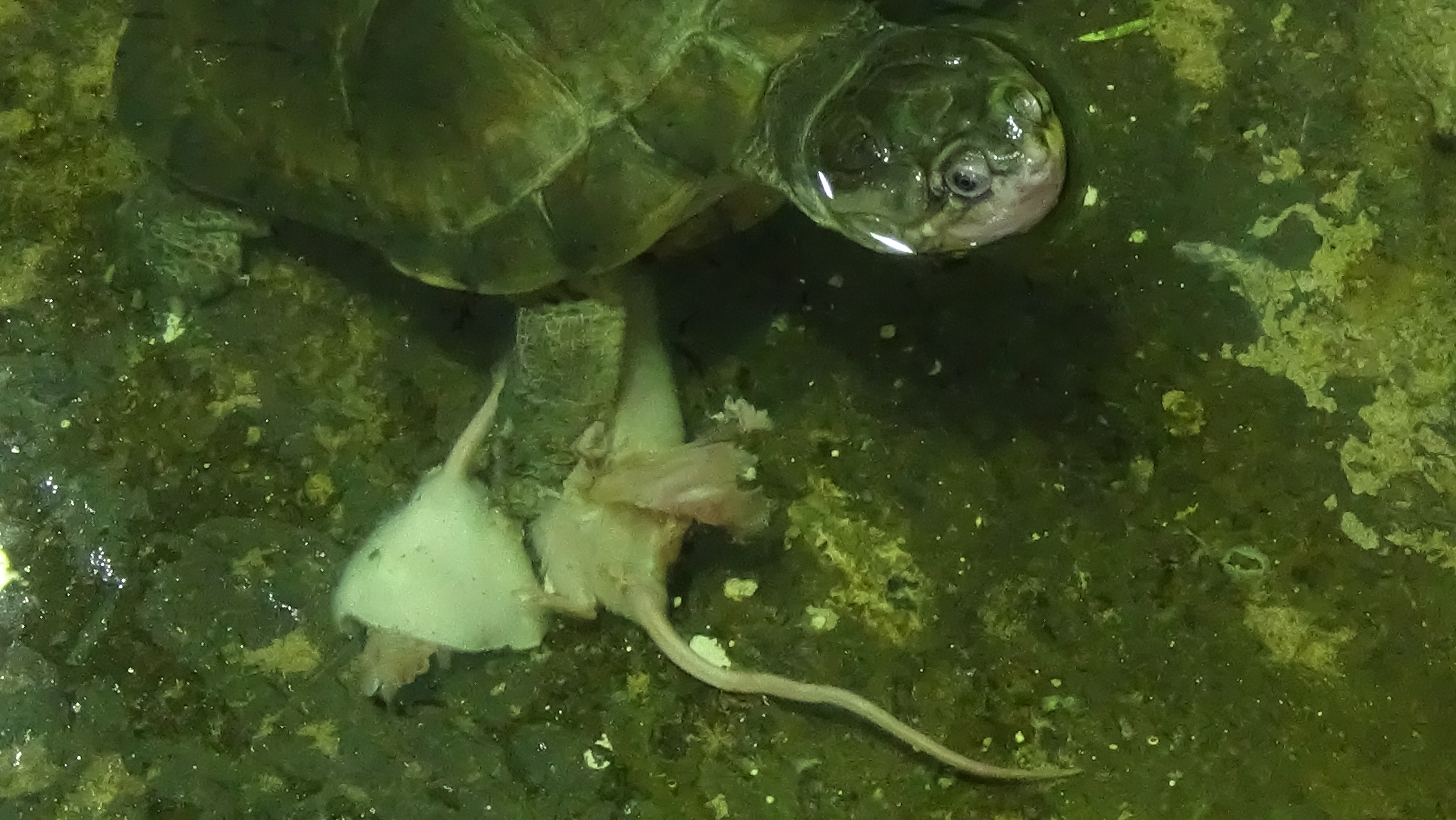
Repas de souris Ménagerie du jardin des plantes de Paris
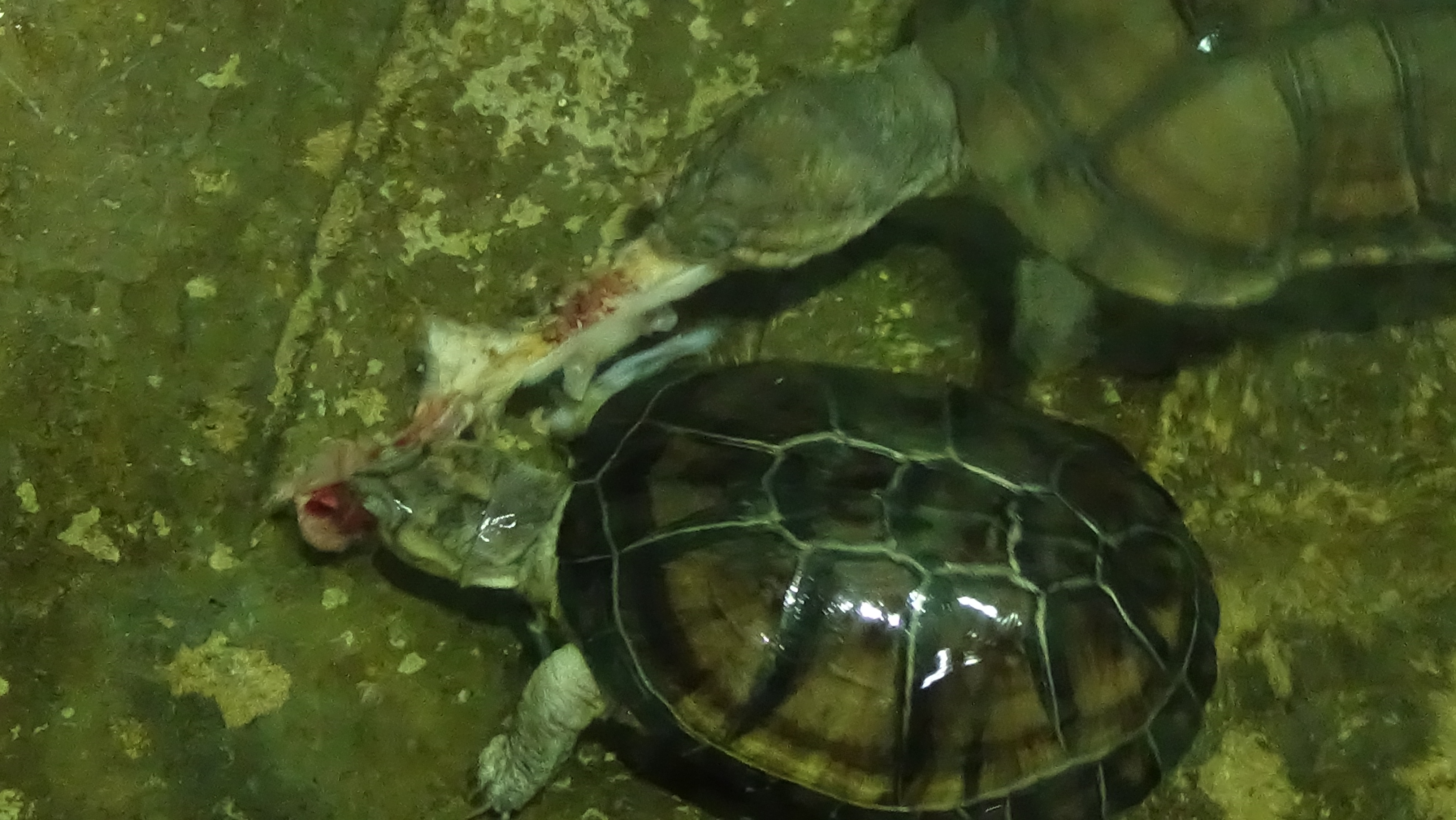
Repas de souris
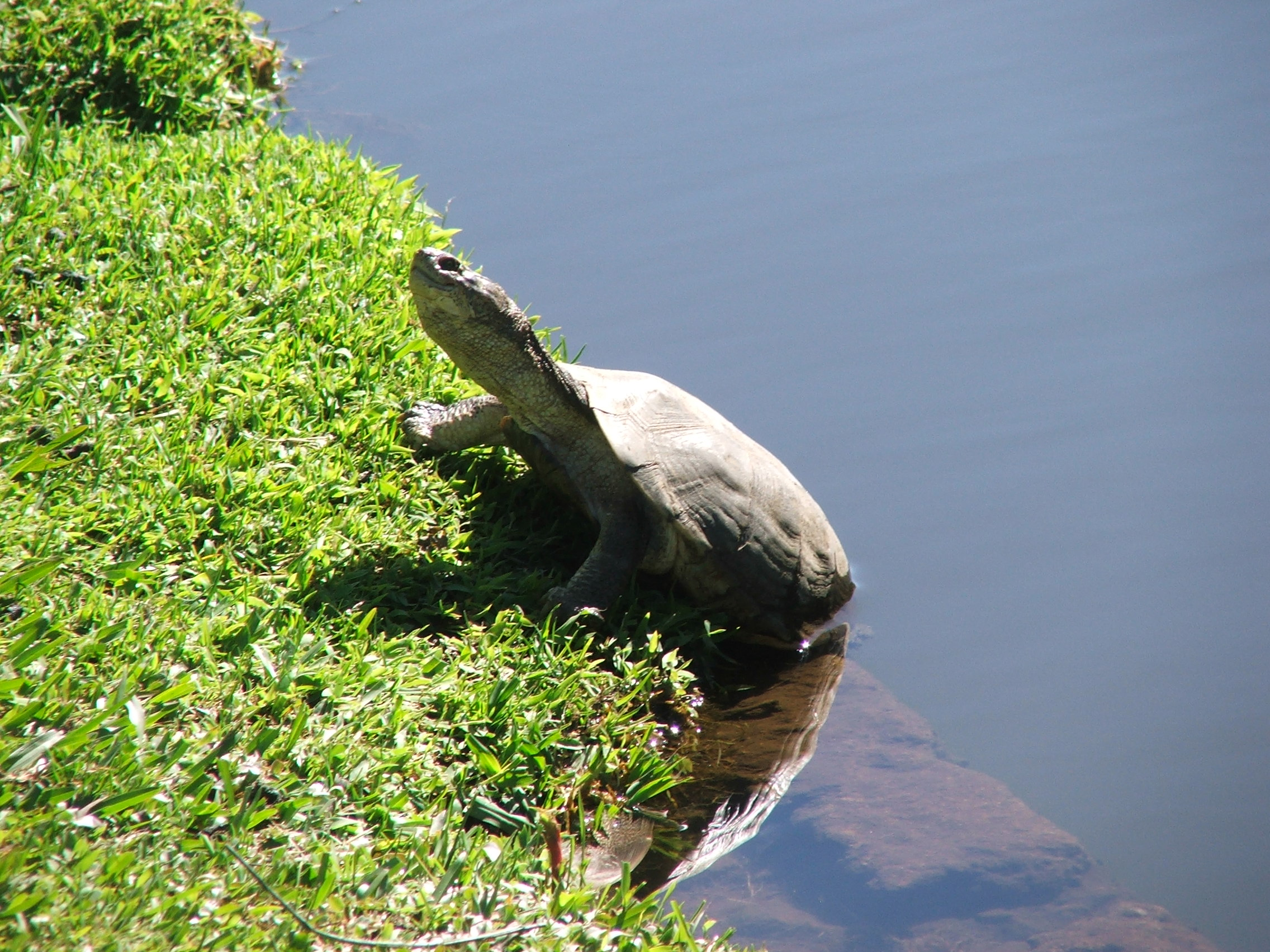
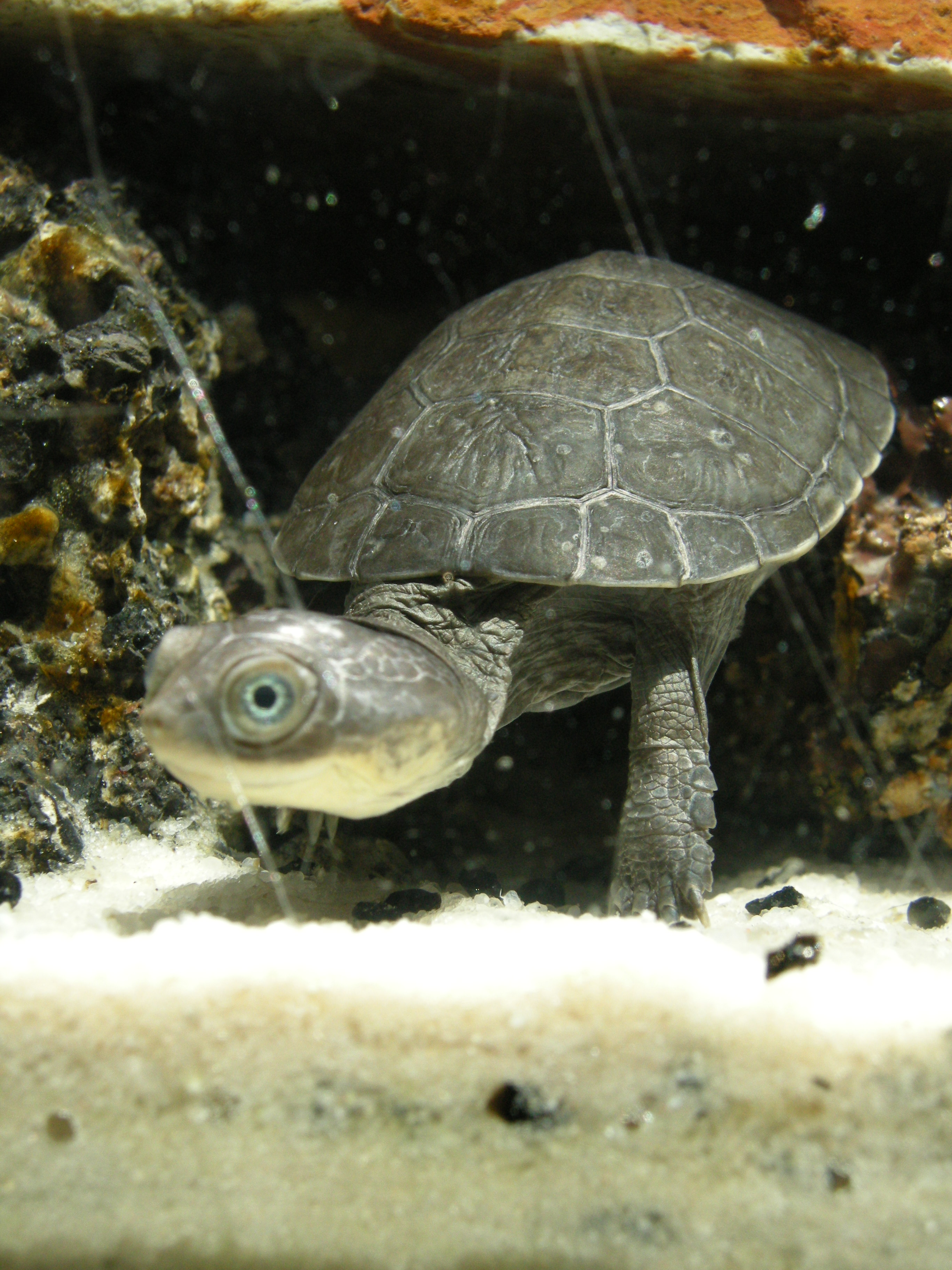
Pelomedusa subrufa juvénile
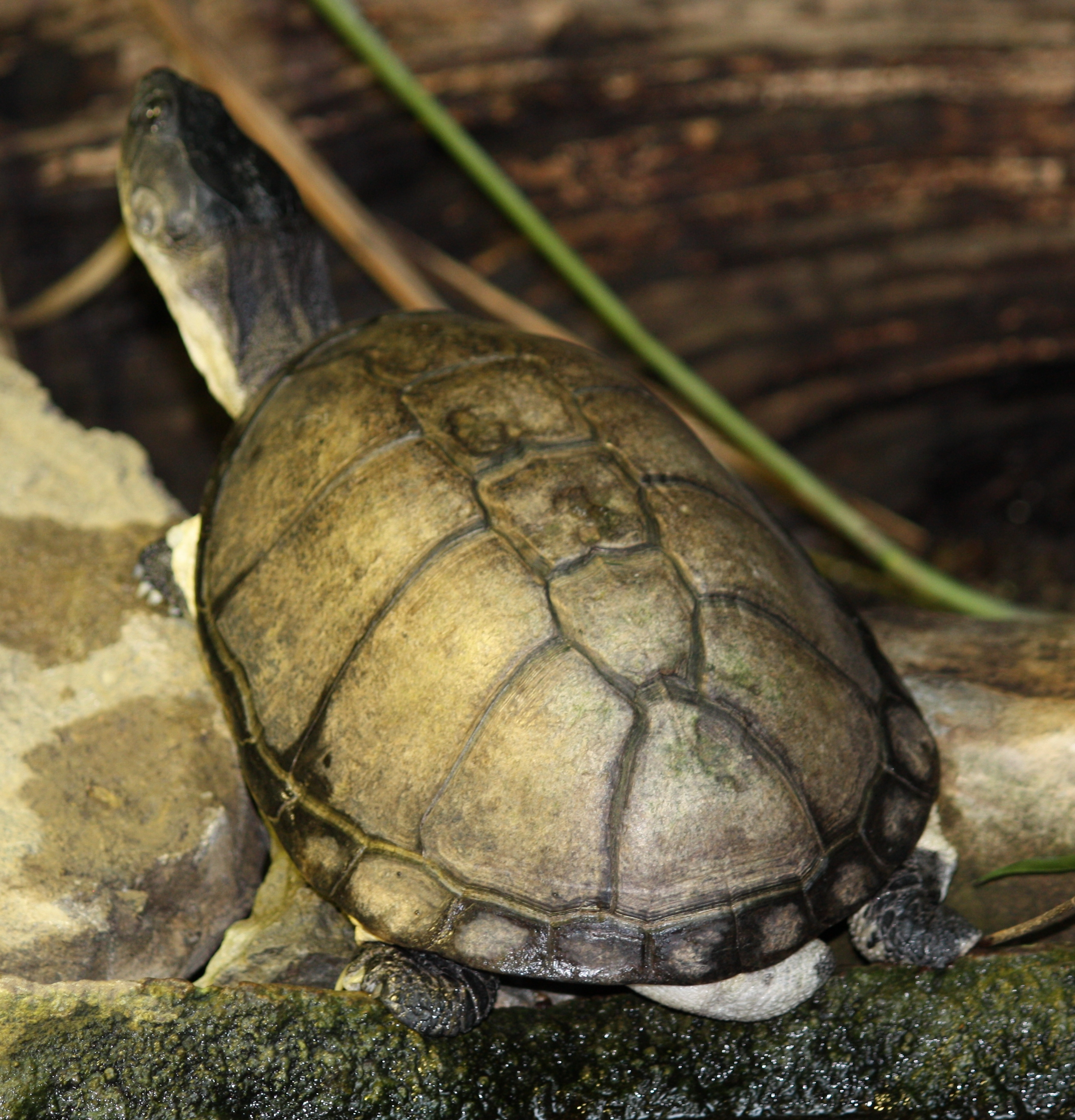
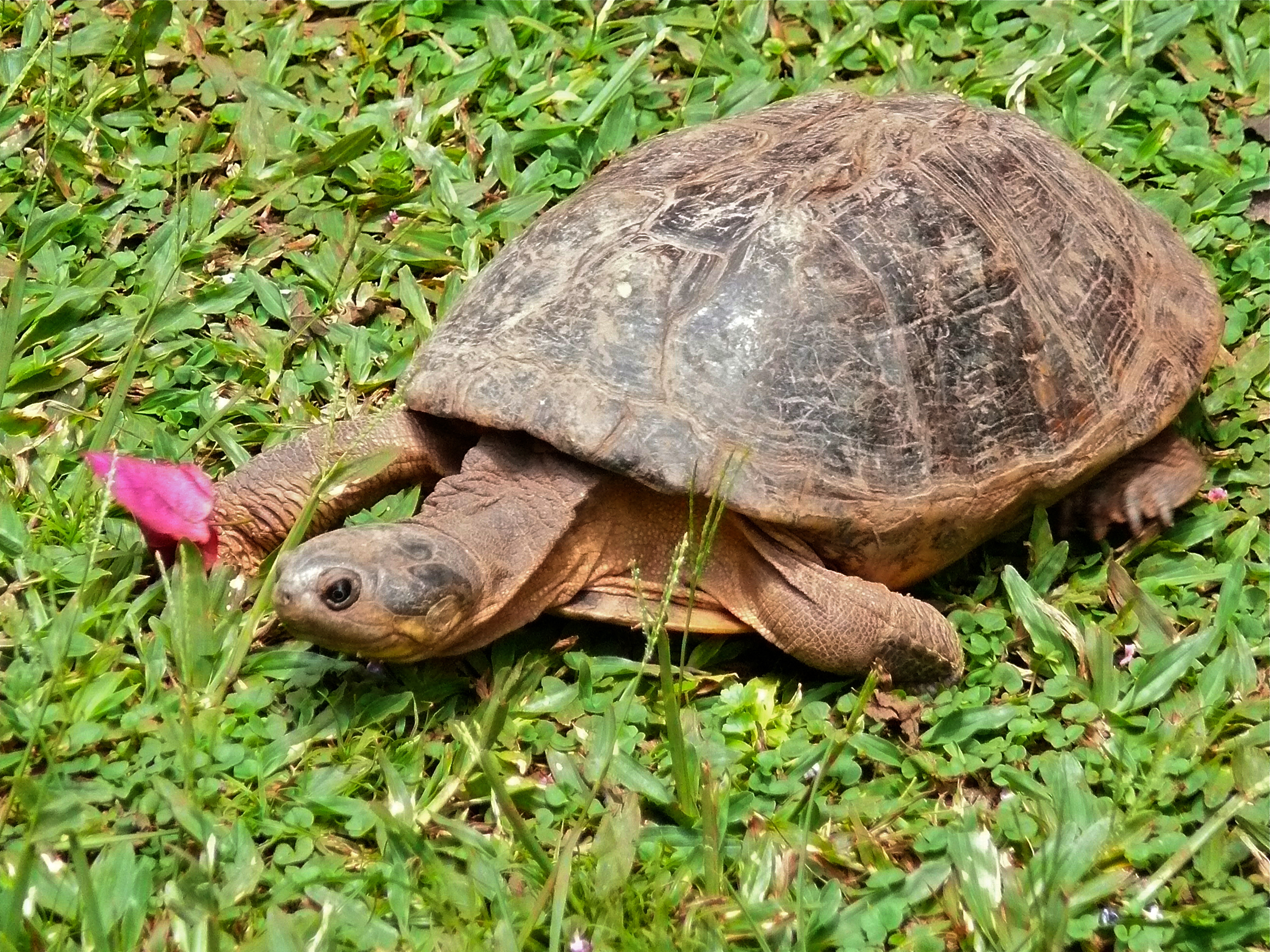
Pelomedusa subrufa (Kampala, Ouganda)
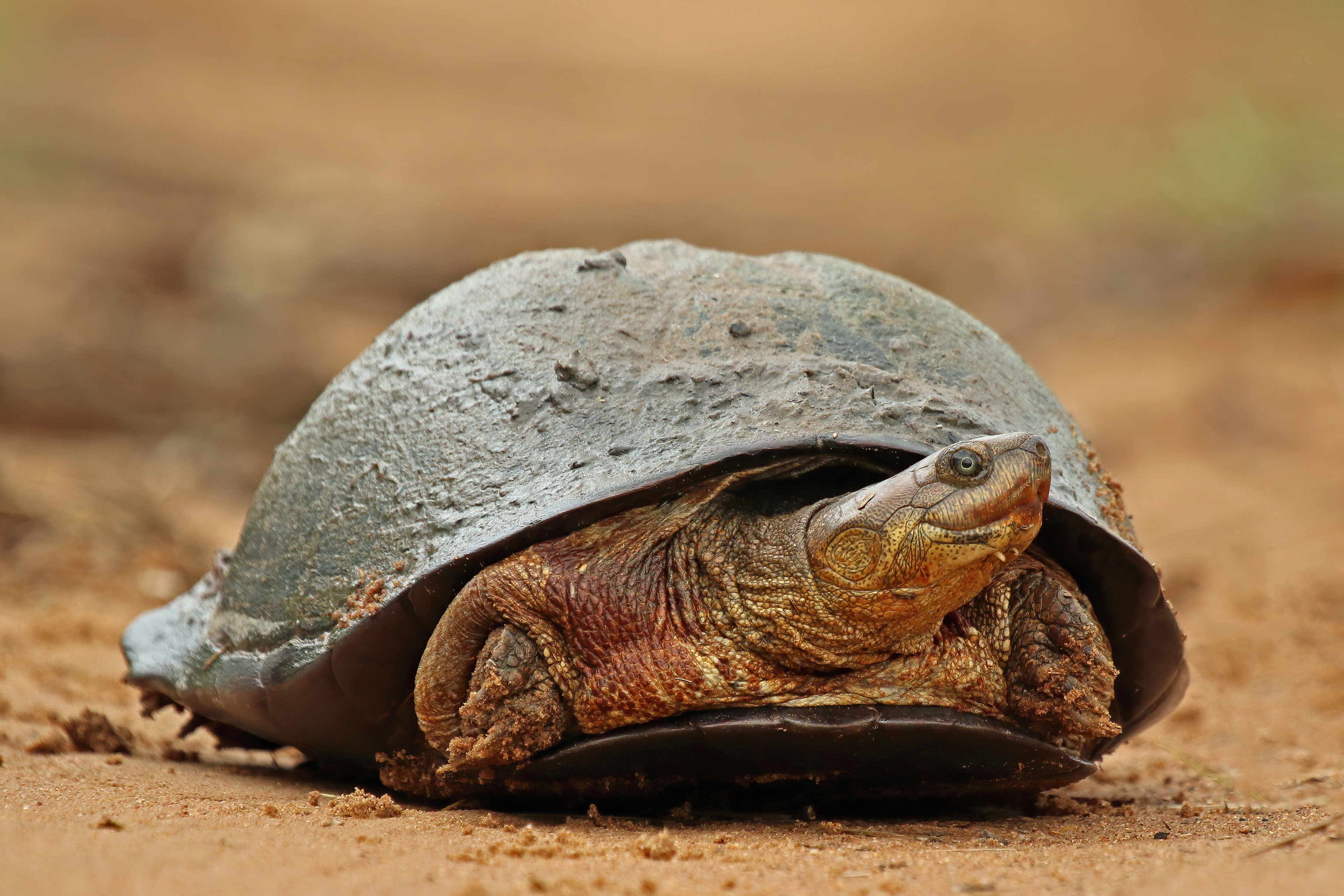
Pelomedusa subrufa en Afrique du Sud. Octobre 2014.

## Publications originales
- Bonnaterre, 1789 : Tableau encyclopédique et méthodique des trois règnes de la nature, Erpétologie. Panckoucke, Paris, p. 1-71.
- Wagler, 1830 : Naturliches System der Amphibien, mit vorangehender Classification der Saugethiere und Vogel. Ein Beitrag zur vergleichenden Zoologie. München.